# Magnac-sur-Touvre
Magnac-sur-Touvre is een gemeente in het Franse departement Charente (regio Nouvelle-Aquitaine). De plaats maakt deel uit van het arrondissement Angoulême. Magnac-sur-Touvre telde op 1 januari 2022 3.252 inwoners.

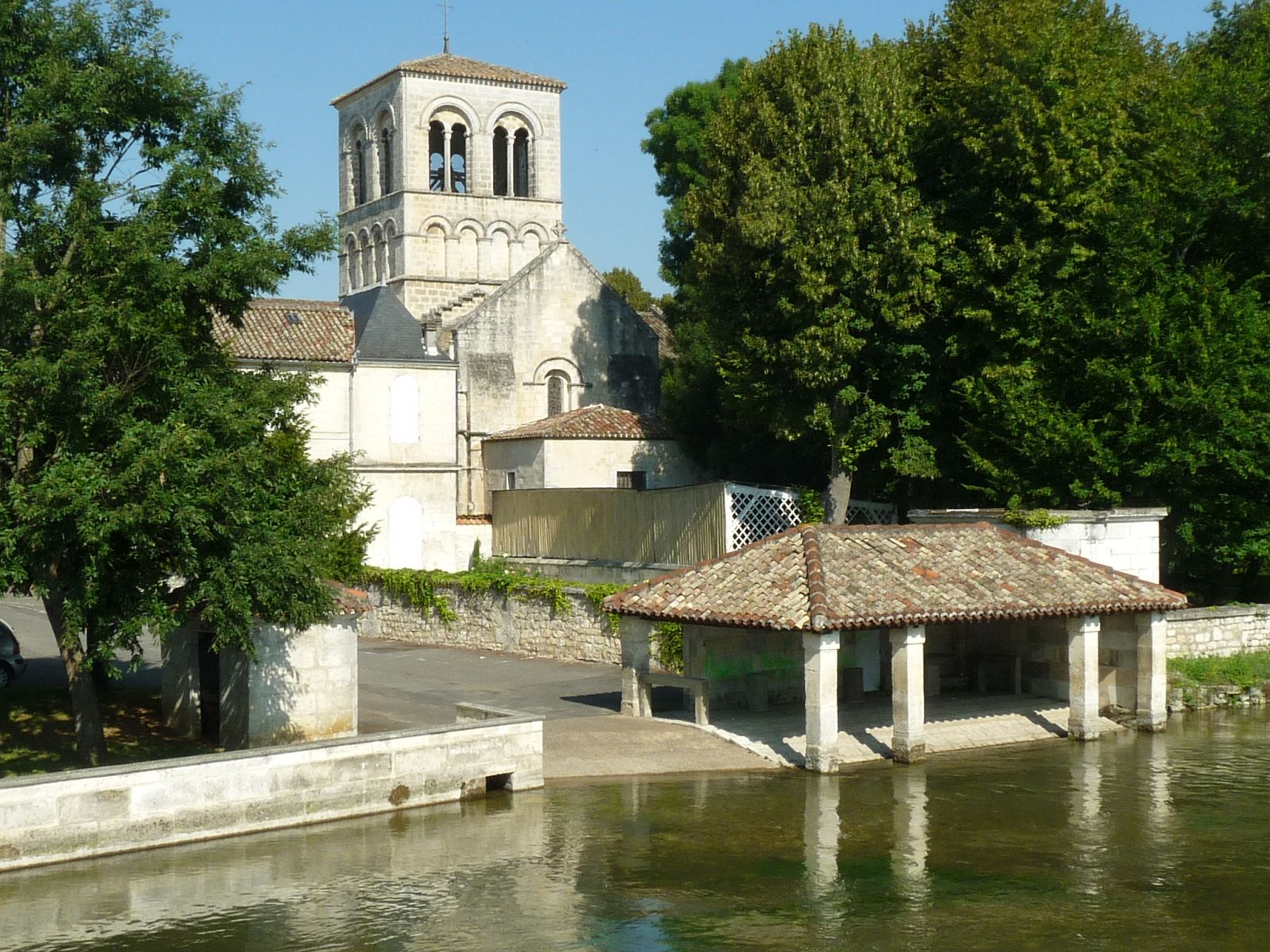
Kerk van Magnac
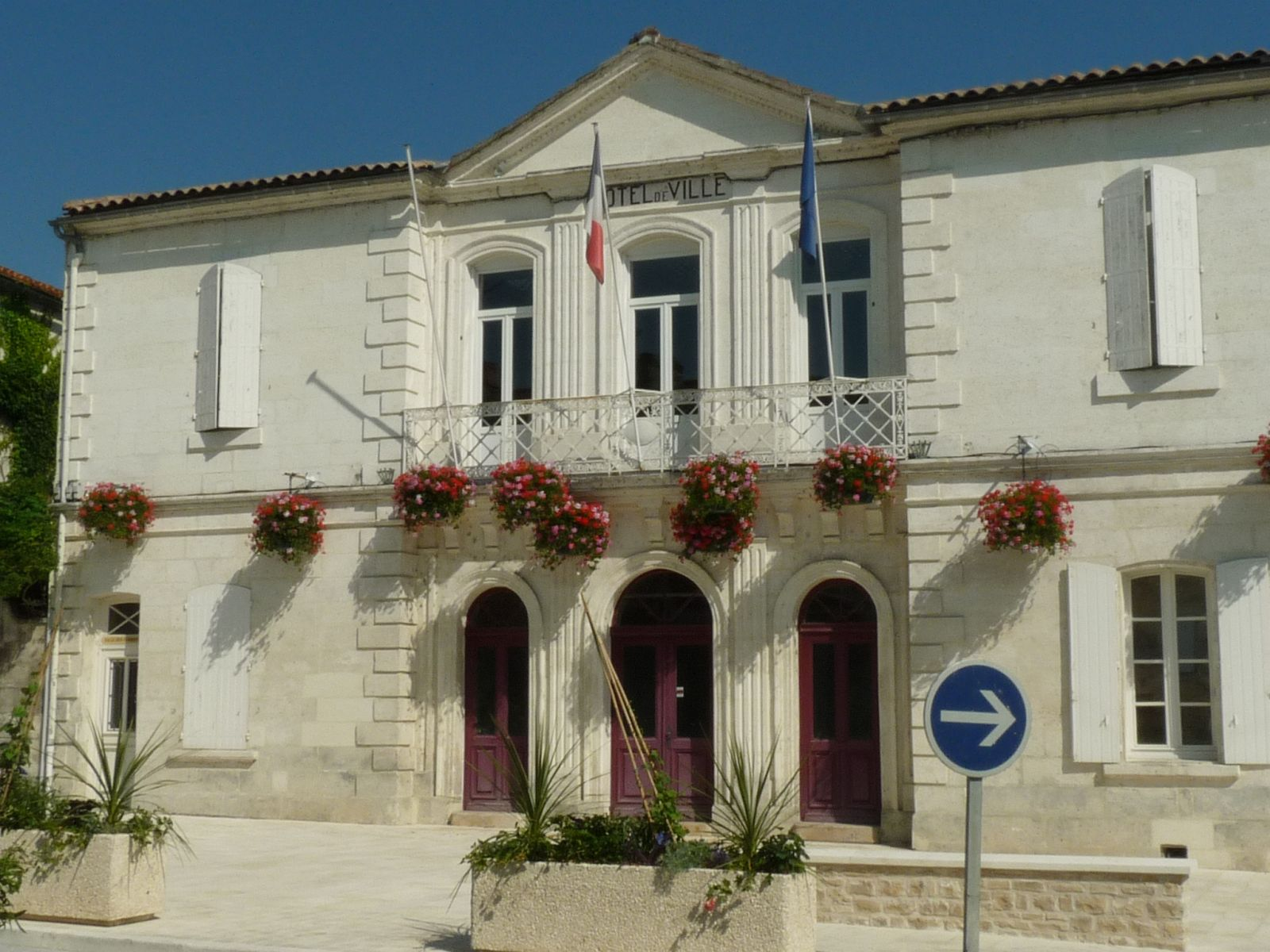
Gemeentehuis

## Geografie
De oppervlakte van Magnac-sur-Touvre bedroeg op 1 januari 2022 7,82 vierkante kilometer; de bevolkingsdichtheid was toen 415,9 inwoners per km². De Touvre, een zijrivier van de Charente, stroomt door de gemeente.
De onderstaande kaart toont de ligging van Magnac-sur-Touvre met de belangrijkste infrastructuur en aangrenzende gemeenten.

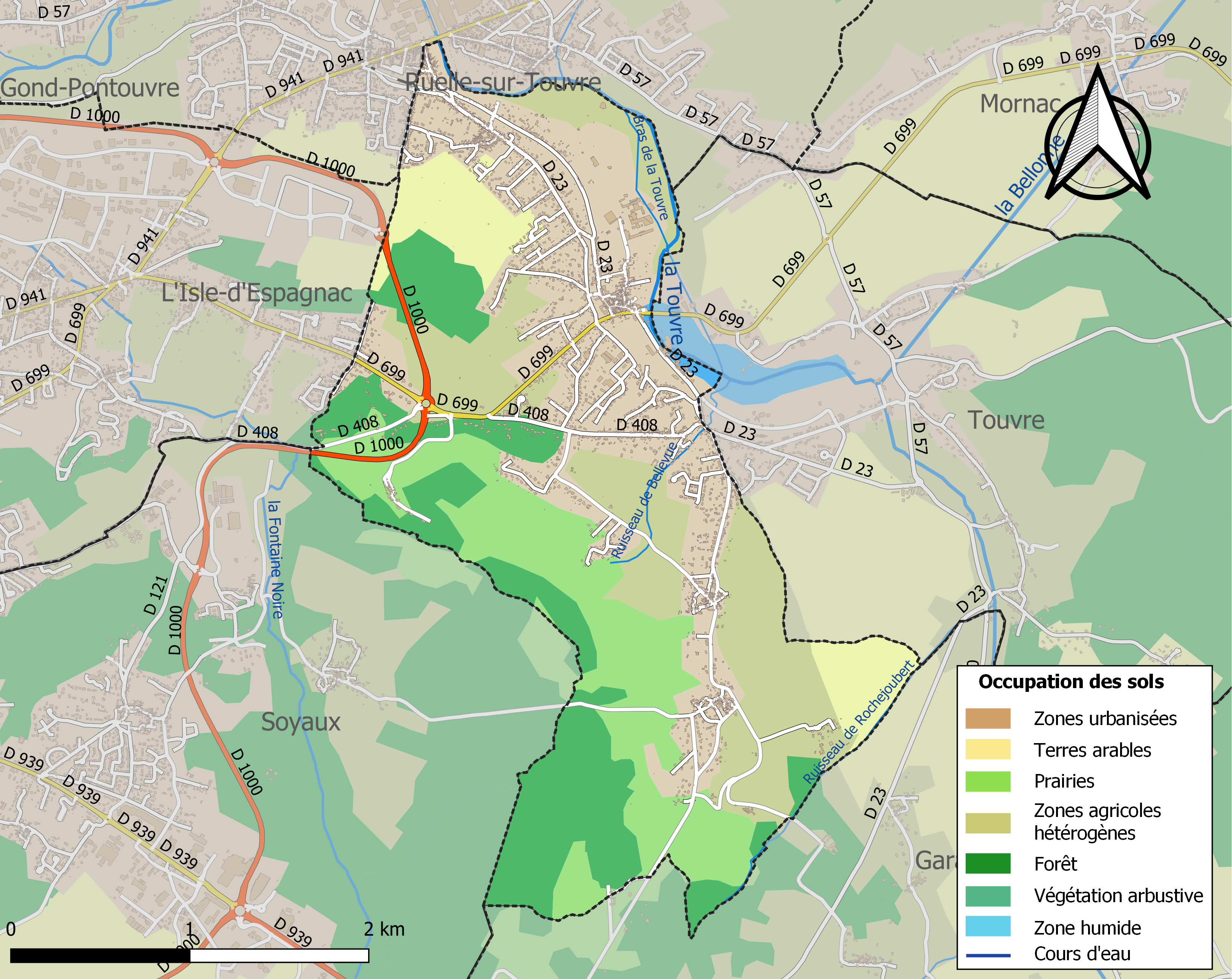

## Demografie
Onderstaande figuur toont het verloop van het inwonertal (bron: INSEE-tellingen).